# Champions Cup and the Evert Cup 1999 - Qualificazioni doppio maschile
Le qualificazioni del doppio maschile del Champions Cup and the Evert Cup 1999 sono state un torneo di tennis preliminare per accedere alla fase finale della manifestazione. I vincitori dell'ultimo turno sono entrati di diritto nel tabellone principale. In caso di ritiro di uno o più giocatori aventi diritto a questi sono subentrati i lucky loser, ossia i giocatori che hanno perso nell'ultimo turno ma che avevano una classifica più alta rispetto agli altri partecipanti che avevano comunque perso nel turno finale.
Le qualificazioni del doppio del torneo Champions Cup and the Evert Cup 1999 prevedevano 8 coppie partecipanti di cui 2 sono entrate nel tabellone principale.

## Teste di serie
1. Pablo Albano /  Gustavo Kuerten (Qualificati)
2. Brandon Coupe /  David Roditi (ultimo turno)

1. Brian MacPhie /  Peter Nyborg (ultimo turno)
2. Aleksandar Kitinov /  Andrew Kratzmann (primo turno)

## Qualificati
1. Pablo Albano  /   Gustavo Kuerten

1. Paul Goldstein  /   Cecil Mamiit

## Tabellone

### Legenda
| - Q = Qualificato - WC = Wild card - LL = Lucky loser | - ALT = Alternate - SE = Special Exempt - PR = Protected Ranking | - w/o = Walkover - r = Ritirato - d = Squalificato |

### Sezione 1
|  | Primo turno | Primo turno                  | Primo turno                | Primo turno | Primo turno |  |  | Ultimo turno | Ultimo turno                 | Ultimo turno | Ultimo turno | Ultimo turno |  |
|  |             |                              |                            |             |             |  |  |              |                              |              |              |              |  |
|  | 1           | Pablo Albano Gustavo Kuerten | 4                          | 6           | 6           |  |  |              |                              |              |              |              |  |
|  |             | Paul Kilderry Byron Talbot   | 6                          | 2           | 3           |  |  | 1            | Pablo Albano Gustavo Kuerten | 7            | 2            | 6            |  |
|  | 3           | Brian MacPhie Peter Nyborg   | Brian MacPhie Peter Nyborg | 6           | 7           |  |  | 3            | Brian MacPhie Peter Nyborg   | 6            | 6            | 3            |  |
|  |             | Devin Bowen Jack Waite       | Devin Bowen Jack Waite     | 1           | 6           |  |  |              |                              |              |              |              |  |

### Sezione 2
|  | Primo turno | Primo turno                         | Primo turno                         | Primo turno | Primo turno |  |  | Ultimo turno | Ultimo turno                | Ultimo turno                | Ultimo turno | Ultimo turno |  |
|  |             |                                     |                                     |             |             |  |  |              |                             |                             |              |              |  |
|  | 2           | Brandon Coupe David Roditi          | 6                                   | 6           | 6           |  |  |              |                             |                             |              |              |  |
|  |             | Sjeng Schalken Jan Siemerink        | 7                                   | 3           | 0           |  |  | 2            | Brandon Coupe David Roditi  | Brandon Coupe David Roditi  | 2            | 6            |  |
|  |             | Paul Goldstein Cecil Mamiit         | Paul Goldstein Cecil Mamiit         | 6           | 7           |  |  |              | Paul Goldstein Cecil Mamiit | Paul Goldstein Cecil Mamiit | 6            | 7            |  |
|  | 4           | Aleksandar Kitinov Andrew Kratzmann | Aleksandar Kitinov Andrew Kratzmann | 2           | 5           |  |  |              |                             |                             |              |              |  |